# Catherine Cuche
Catherine Cuche detta Cathy (20 ottobre 1947) è un'ex sciatrice alpina svizzera.

## Biografia
Sciatrice polivalente originaria di Saint-Imier, Catherine Cuche debuttò in campo internazionale in occasione delle SDS-Rennen 1966 (Grindelwald, 11-14 gennaio), dove si classificò 67ª nella discesa libera, 37ª nello slalom speciale, 36ª nella combinata e non completò lo slalom gigante; in Coppa del Mondo esordì nella stagione inaugurale del circuito, il 10 gennaio 1967	Grindelwald in slalom speciale senza completare la gara, conquistò il miglior risultato (nonché primo piazzamento) il 26 gennaio successivo a Saint-Gervais-les-Bains nella medesima specialità (13ª), l'ultimo piazzamento il 12 dicembre 1969 a Val-d'Isère ancora in slalom speciale (17ª) e prese per l'ultima volta il via il 13 gennaio 1970 a Badgastein in slalom speciale senza completare la gara. Non prese parte a rassegne olimpiche o iridate.

## Palmarès

### Campionati svizzeri
- 5 medaglie:
  - 1 oro (slalom speciale nel 1969[1])
  - 2 argenti (slalom speciale nel 1967[7]; slalom speciale nel 1968[8])
  - 2 bronzi (combinata nel 1968[8]; combinata nel 1969[1])

### Campionati svizzeri juniores
- 2 medaglie[9]:
  - 2 ori (discesa libera nel 1965; ? nel 1966)